# Bezbedni seks
Bezbedni seks je seksualna aktivnost upotrebom metoda ili uređaja (poput kondoma) radi smanjenje rizika od prenosa ili sticanja polno prenosivih infekcija (engl. sexually transmitted infection, STI), posebno HIV-a. „Bezbedan seks“ se ponekad naziva i bezbednijim seksom ili zaštićenim seksom, što ukazuje na to da neke prakse bezbednog seksa ne eliminišu u potpunosti rizike od polno prenosivih bolesti. To se takođe ponekad koristi u kolokvijalnom opisivanju metoda usmerenih na sprečavanje trudnoće, koji mogu ili ne moraju takođe smanjiti rizik od polno prenosivih bolesti.
Koncept „bezbednog seksa“ pojavio se 1980-ih kao odgovor na globalnu epidemiju AIDS-a, a možda i konkretnije na krizu AIDS-a u SAD-u. Promovisanje bezbednog seksa sada je jedan od glavnih ciljeva seksualnog obrazovanja i STI prevencije, posebno smanjenja učestalosti novih HIV infekcija. Bezbedan seks se smatra strategijom smanjenja štete čiji je cilj smanjenje rizika od prenosa polno prenosivih bolesti.

## Istorija
Iako strategije za izbegavanje polno prenosivih bolesti poput sifilisa i gonoreje postoje vekovima, a pojam „bezbedan seks“ postoji već od 1930-ih, upotreba tog izraza u kontekstu smanjenje rizika od polno prenosivih bolesti datira od sredine 1980-ih u Sjedinjenim Državama. On se pojavio se kao odgovor na HIV/AIDS krizu.
Godinu dana pre nego što je virus HIV izolovan i imenovan, San Francisko poglavlje Sestra beskrajne snishodljivosti objavilo je mali pamflet pod nazivom Igraj pošteno! iz zabrinutosti zbog raširenih seksualno prenosivih bolesti među muškom homoseksualnom populacijom u gradu. U njemu su konkretno imenovane bolesti (Kapošijev sarkom i pneumocistična pneumonija) koje su kasnije dobile status simptoma uznapredovale HIV bolesti (ili AIDS-a). U brošuri se zagovara čitav niz bezbednih seksualnih praksi, uključujući apstinenciju, kondome, ličnu higijenu, upotrebu ličnih maziva i testiranje/lečenje seksualno prenosivih bolesti. U njoj je zauzet ležeran, seksualno pozitivan pristup, istovremeno naglašavajući ličnu i društvenu odgovornost. U maju 1983, istog meseca kada je HIV izolovan i imenovan u Francuskoj, njujorški HIV/AIDS aktivisti Ričard Berkovic i Majkl Kalen, objavili su slične savete u svojoj brošuri, Kako upražnjavati seks u epidemiji: Jedan pristup. Ove publikacije nisu koristile izraz „bezbedan seks“, ali su obe uključivale preporuke koje su sada standardni saveti za smanjenje rizika od polno prenosivih bolesti (uključujući HIV).
Bezbedan seks kao oblik smanjenja rizika od polno prenosivih bolesti pojavio se u novinarstvu već 1984. godine, u britanskoj publikaciji „The Intelligencer“: „Cilj je doseći oko 50 miliona ljudi porukama o bezbednom seksu i obrazovanju o AIDS-u“.
Iako se termin bezbedni seks koristi u kontekstu sprečavanja trudnoće, kao i širenja HIV/AIDS-a ili drugih seksualno prenosivih bolesti, taj termin je nastao kao odgovor na epidemiju HIV/AIDS-a. Smatra se da je pojam bezbednog seksa korišćen u stručnoj literaturi 1984. godine, u tekstu rada o psihološkom efektu koji HIV/AIDS može imati na gej i biseksualne muškarce.

## Prakse

### Telefonski seks/sajberseks/sekstiranje
Seksualne aktivnosti, kao što su seks putem telefona, sajberseks i seksting, koje ne uključuju direktan kontakt sa kožom ili telesnim tečnostima seksualnih partnera, ne predstavljaju rizik od polno prenosivih bolesti i stoga su oblici bezbednog seksa.

### Nepenetrativni seks
Niz seksualnih činova nazvanih „nepenetrirajući seks“ ili „vankurs“ mogu značajno smanjiti rizik od polno prenosivih bolesti. Nepenetrirajući seks uključuje prakse poput ljubljenja, međusobnog samozadovoljavanja, trljanja ili glađenja. Prema Zdravstvenom depatrmanu Zapadne Australije, ova seksualna praksa može sprečiti trudnoću i većinu polno prenosivih bolesti. Međutim, nepenetrirajući seks verovatno neće zaštititi od infekcija koje se mogu preneti kontaktom kože na kožu, poput herpesa i humanog papiloma virusa. Međusobna ili partnerska masturbacija nosi određeni rizik od polno prenosivih bolesti, posebno ako postoji kontakt sa kožom ili razmena telesnih tečnosti sa seksualnim partnerima, iako su rizici znatno manji od mnogih drugih seksualnih aktivnosti.

### Kondomi, zubne brane, rukavice
Barijere, kao što su kondomi, zubne brane i medicinske rukavice, mogu sprečiti kontakt sa telesnim tečnostima (poput krvi, vaginalne tečnosti, sperme, rektalne sluzi) i drugih načina prenosa polno prenosivih bolesti (poput kože, kose i zajedničkih predmeta) tokom seksualne aktivnosti. 
- Spoljni kondomi mogu se koristiti za pokrivanje penisa, ruku, prstiju ili drugih delova tela tokom seksualne penetracije ili stimulacije.[14] Oni su najčešće su izrađeni od lateksa, a mogu se praviti i od sintetičkih materijala uključujući poliuretan i poliizopren.
- Unutrašnji kondomi (zvani i ženski kondomi) umeću se u vaginu ili anus pre seksualnog prodora. Ovi kondomi su napravljeni od poliuretana ili nitrila. Ako se istovremeno koriste spoljni i unutrašnji kondomi, oni mogu da puknu usled trenja između materijala tokom seksualne aktivnosti.
- Zubna brana (prvobitno korišćena u stomatologiji) je sloj lateksa koji se koristi za zaštitu prilikom oralnog seksa. Ona se tipično koristi kao prepreka između usta i vulve tokom kunilingusa ili između usta i anusa tokom analno-oralnog seksa.
- Medicinske rukavice izrađene od lateksa, vinila, nitrila ili poliuretana mogu se koristiti kao improvizovana zubna brana tokom oralnog seksa ili mogu pokriti ruke, prste ili druge delove tela tokom prodora ili seksualne stimulacije, poput masturbacije.[14][15]
- Kondomi, zubne brane i rukavice takođe se mogu koristiti za pokrivanje seksualnih igračaka poput dilda tokom seksualne stimulacije ili penetracije.[14][15] Ako se seksualna igračka koristi u više otvora ili partnera, preko nje se može koristiti kondom/zubna brana/rukavica, i menjati se kada se igračka premešta.

Podmazivanje uljem može razložiti strukturu lateks kondoma, zubnih brana ili rukavica, smanjujući njihovu efikasnost u zaštiti od polno prenosivih bolesti.
Iako upotreba spoljnih kondoma može smanjiti rizik od polno prenosivih bolesti tokom seksualnih aktivnosti, oni nisu 100% efikasni. Jedna studija sugeriše da bi kondomi mogli smanjiti prenos HIV-a za 85% do 95%; efikasnost veća od 95% smatrana je malo verovatnom zbog klizanja, lomljenja i nepravilne upotrebe. Prema pojedinim izvorima, „U praksi, nedosledna upotreba može smanjiti ukupnu efikasnost kondoma na čak 60–70%“.p. 40.

### Profilaksa pre izlaganja (PrEP)
Profilaksa pre izlaganja (engl. Pre-exposure prophylaxis, PrEP) je upotreba lekova na recept od strane onih koji nemaju HIV za sprečavanje HIV infekcije. PrEP lekovi se uzimaju pre izlaganja HIV-u da bi se sprečio prenos virusa, obično između seksualnih partnera. PrEP lekovi ne sprečavaju druge infekcije polno prenosivih bolesti ili trudnoću.
Od 2018. godine, najčešće prihvaćeni oblik PrEP kombinuje dva leka (tenofovir i emtricitabin) u jednoj tableti. Ta kombinacija lekova prodaje se pod robnom markom Truvada od strane Giliad Sajenses. Takođe se prodaje u generičkim formulacijama širom sveta. I drugi lekovi se takođe proučavaju za upotrebu kao PrEP.
Različite zemlje su odobrile različite protokole za upotrebu kombinacije tenofovir/emtricitabin kao PrEP. Pokazalo se da ta kombinacija dva leka sprečava infekciju HIV-om kod različitih populacija kada se uzima svakodnevno, povremeno i na zahtev. Brojne studije su pokazale da je kombinacija tenofovir/emtricitabin preko 90% efikasna u sprečavanju prenosa HIV-a između seksualnih partnera.

### Lečenje kao prevencija
Lečenje kao prevencija (engl. reatment as Prevention, TasP) je praksa testiranja i lečenja HIV infekcije kao načina sprečavanja daljeg širenja virusa. Oni koji imaju znanje o svom HIV pozitivnom statusu mogu da koriste prakse bezbednog seksa da bi zaštitili sebe i svoje partnere (poput upotrebe kondoma, sero-sortiranja partnera ili odabira manje rizičnih seksualnih aktivnosti). A, budući da HIV pozitivne osobe sa trajno potisnutim ili neotkrivenim količinama HIV-a u krvi ne mogu preneti HIV na seksualne partnere, seksualna aktivnost sa HIV-pozitivnim partnerima na efikasnom lečenju je oblik bezbednog seksa (za sprečavanje zaraze HIV-om). Iz ove činjenice nastao je koncept „U=U“ (engl. Undetectable = Untransmittable, nedetektibilno = netransmisivo).